# Gavião de Rondônia
Gavião (Gavião do Jiparaná, Ikõlõ, Ikolen, Gavião de Rondônia, Ikõrõ, Digüt, Digut, Gavião Ikolen), pleme američkih Indijanaca porodice mondé, velike porodice Tupian, naseljeni u z rijeku igarapé Lourdes i druge pritoke rijeke rio Machado ili Ji-Paraná u brazilskoj državi Rondônia, danas na rezervatu Terra Indígena Igarapé Lourdes u općini Jí-Paraná. 
Populacija im iznosi 523 (Kanindé - 2004). Ne smiju brkati s plemenima Gavião Parkatêjê (Pará) i Gavião Pykopjê (Maranhão).